# سينثيا نيكسون
سينثيا نيكسون (بالإنجليزية: Cynthia Nixon)‏ ولدت 09 أبريل 1966 في نيويورك، نيويورك، الولايات المتحدة، هي ممثلة أمريكية بدأت مسيرتها الفنية عام 1979. كما أنها من الفائزات بجائزة إيمي.
وفي 29 نوفمبر 2023 نفذت ومجموعة من الناشطين إضرابا عن الطعام أمام البيت الأبيض، مطالبين الرئيس الأمريكي جو بايدن بفرض وقف دائم لإطلاق النار في غزة.

## الأعمال

### أفلام
- أماديوس
- قانون
- طبعة مبكرة
- الجنس والمدينة
- قضية البجع
- إي آر
- هاوس
- قانون
- ليتل مانهاتن
- الجنس والمدينة 2
- 30 روك
- هانيبال
- قتل ريغان

## وصلات خارجية
- سينثيا نيكسون على موقع IMDb (الإنجليزية)
- سينثيا نيكسون على موقع الموسوعة البريطانية (الإنجليزية)
- سينثيا نيكسون على موقع روتن توميتوز (الإنجليزية)
- سينثيا نيكسون على موقع ألو سيني (الفرنسية)
- سينثيا نيكسون على موقع ميوزك برينز (الإنجليزية)
- سينثيا نيكسون على موقع أول موفي (الإنجليزية)
- سينثيا نيكسون على موقع قاعدة بيانات برودواي على الإنترنت (الإنجليزية)
- سينثيا نيكسون على موقع قاعدة بيانات الأفلام السويدية (السويدية)
- سينثيا نيكسون على موقع إن إن دي بي (الإنجليزية)
- سينثيا نيكسون على موقع ديسكوغز (الإنجليزية)